# Nationaal park Tiveden
Het Nationaal park Tiveden (Zweeds: Tivedens Nationalpark) ligt in het bosgebied Tiveden in de Zweedse provincies Örebro en Västra Götaland.
Het park werd in 1983 opgericht en is (sinds de uitbreiding in 2017) 20,3 km² groot. Het bestaat voornamelijk uit oud bos (de oudste naaldboom in het nationaal park is 420 jaar oud), meren (Stora Trehörningen, Metesjön, Trollkykrkesjön)  en rotsen (Stenkälla). Tiveden wordt doorkruist door het wandelpad Tivedsleden.
In het park leeft onder andere lynx, auerhoen, wolf, veelvraat, bruine beer. In Tiveden groeit een zeldzame rode variant van de witte waterlelie.